# بندر ريز (نرغسان)
بندر ریز (بالفارسية: بندر ریز) هي قرية تقع في إيران في قسم نرغسان الریفي. يقدر عدد سكانها بـ 195 نسمة .